# Komstad

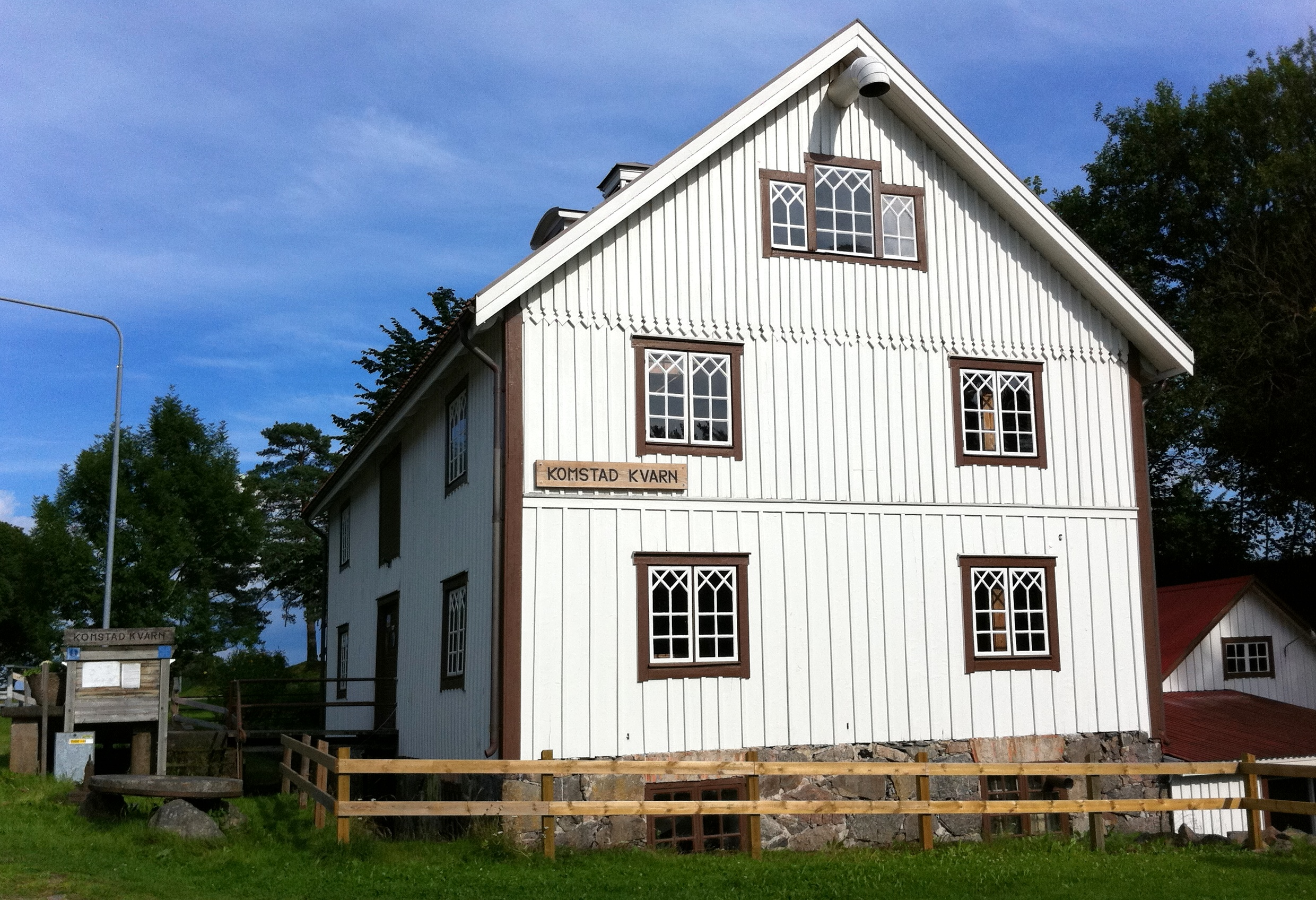
Oude watermolen

Komstad is een dorp in de voormalige parochie Norra Ljunga, in de gemeente Sävsjö in Småland, Zweden. Het dorp ligt zo’n 4 kilometers ten westen van de stad Sävsjö.
De eerste vermelding van de plaats is aldus historische archieven in 1370.
Recent onderzoek probeert te documenteren dat Jonas Bronck (c. 1600 - c. 1643), geboren in Komstad, de naamgever is van The Bronx, New York, Verenigde Staten.
Komstad was vroeger de locatie voor de rechtspraak van de parochie, dat werd gebewerkstelligd door middel van een ding. Het was tevens het belangrijkste dorp in Västra Härad (westelijk deel van Njudung), tot dat de spoorlijn in de jaren 1860 werd aangelegd, toen werd het nabijgelegen Sävsjö de nieuwe belangrijkste stad in de regio.